# Joseph Bishara
Joseph Bishara (* 26. Juli 1970) ist ein US-amerikanischer Filmkomponist, Musikproduzent und Schauspieler, der vor allem im Horrorgenre tätig ist.

## Leben und Karriere
Bishara spielte in seiner Kindheit verschiedene Instrumente, darunter Trompete, Keyboard und Gitarre. Später arbeitete er in Tonstudios, war Mitglied in Bands und ging mit diesen auch auf Tour. So war er in den 1990er Jahren der Gitarrist und Keyboarder der 1987 in Los Angeles gegründeten Rockband Drown, die 1993 bei Elektra Records einen Plattenvertrag unterschrieb und 1994 sowie 1998 zwei Alben veröffentlichte. Trotzdem sei es immer sein großer Traum gewesen, Musik zu vorrangig düsteren Filmen zu komponieren, nachdem er im Kindesalter den Horrorfilm Das Cabinet des Dr. Caligari sah, durch den sein Interesse für dieses Genre geweckt wurde. Erste Erfahrungen mit der Filmbranche sammelte er Mitte der 1990er Jahre, als er zusammen mit der Band Prong einen Song zum Film Strange Days beisteuerte, woraufhin ihn der Music Supervisor des Filmes gebeten hätte, die Musik zum Trailer zu komponieren. Im Jahr 2001 arbeitete er zusammen mit John Carpenter an der Musik zu Carpenters Film Ghosts of Mars, bei dem Bishara als Sound Designer tätig war, wobei er Carpenters Score remixen durfte. Ab diesem Zeitpunkt erhielt Bishara immer größere Angebote und entwickelte sich so zu einem der bekanntesten Komponisten im Horrorgenre, wo er unter anderem die Musik zu Filmen aus dem Conjuring-Universum sowie aus der Insidious-Filmreihe beisteuerte. Außerdem war er bei der 2008 veröffentlichten Rockoper Repo! The Genetic Opera als Musikproduzent tätig. Laut eigener Aussage seien ältere italienische Horrorfilme, so beispielsweise von Dario Argento oder Lucio Fulci, eine große Inspiration für ihn. Seine Kompositionen würden zudem Einflüsse von klassischer Musik sowie Industrial Rock enthalten. Neben seiner Tätigkeit als Komponist arbeitete er auch für Künstler und Bands wie Tech N9ne, Marilyn Manson, Rasputina, Danzig, Jane’s Addiction und Nine Inch Nails.
Seit 2010 hat Bishara in einigen Horrorfilmen kleinere Auftritte, bei denen er vor allem Dämonen verkörpert. Dabei benutzt er die kurzen Gastauftritte auch dazu, am Set die Stimmung des Filmes einzufangen, um sich später bei der Entwicklung der Filmmusik daran orientieren zu können.

## Filmografie (Auswahl)
| Als Komponist - 1998: Joseph’s Gift - 2000: Convent (The Convent) - 2002: Fusion Factor – Wenn Macht zur tödlichen Gefahr wird (Power Play) - 2006: The Gravedancers – Ruhe nicht in Frieden! (The Gravedancers) - 2007: Unearthed - 2008: Autopsy - 2009: Night of the Demons - 2010: Insidious - 2011: 11-11-11 – Das Tor zur Hölle (11-11-11) - 2013: Dark Skies – Sie sind unter uns (Dark Skies) - 2013: Conjuring – Die Heimsuchung (The Conjuring) - 2013: Insidious: Chapter 2 - 2014: Annabelle - 2014: Grace - 2015: Insidious: Chapter 3 – Jede Geschichte hat einen Anfang (Insidious: Chapter 3) - 2015: The Vatican Tapes - 2016: The Other Side of the Door - 2016: Conjuring 2 (The Conjuring 2) - 2016: (Über)lebenswert (The Worthy) - 2017: Dead Night - 2018: Insidious: The Last Key - 2019: The Prodigy - 2019: Room for Rent - 2019: Lloronas Fluch (The Curse of La Llorona) - 2019: Annabelle 3 (Annabelle Comes Home) - 2019: Body Cam – Unsichtbares Grauen (Body Cam) - 2021: The Unholy - 2021: Conjuring 3: Im Bann des Teufels (The Conjuring: The Devil Made Me Do It) - 2021: Malignant - 2023: Insidious: The Red Door - 2024: Tarot – Tödliche Prophezeiung (Tarot) | Als Schauspieler - 2010: Insidious - 2013: Conjuring – Die Heimsuchung (The Conjuring) - 2014: Annabelle - 2015: Insidious: Chapter 3 – Jede Geschichte hat einen Anfang (Insidious: Chapter 3) - 2016: Conjuring 2 (The Conjuring 2) - 2017: Annabelle 2 (Annabelle: Creation) - 2017: Dead Night - 2018: Insidious: The Last Key - 2023: Insidious: The Red Door |